# 5 Astreia
Astreia (Astraea, asteroide 5) é um grande asteroide da cintura principal. A sua superfície é muito refletiva (brilhante) e a sua composição é de uma mistura de níquel e ferro com silicatos de magnésio e ferro. 
Astraea foi descoberto a 8 de Dezembro de 1845 por Karl Ludwig Hencke. O rei da Prússia ofereceu-lhe uma pensão confortável anual pela sua descoberta acidental.
O seu nome é uma homenagem a Astreia, a deusa grega da justiça.
Foi observada uma ocultação estelar por Astraea a 2 de Fevereiro de 1991.